# Страбон Емилиан
Страбон Емилиан (на латински: Strabo Aemilianus) е политик и сенатор на Римската империя през 2 век.
През 156 г. той е суфектконсул заедно с Авъл Авилий Уринаций Квадрат.